# Сидорово (Донецкая область)
Сидорово (укр. Сидорове) — село в Святогорской городской общине Краматорского района Донецкой области Украины.

## Общие сведения
Население по переписи 2001 года составляет 571 человек. Почтовый индекс — 84141. Телефонный код — 626.

## Географическое положение
Село расположено на правом берегу реки Северский Донец, в 8 км от трассы Киев — Харьков — Должанское.

## Достопримечательности
Граничит с Национальным природным парком «Святые Горы». Со стороны села по дороге на село Татьяновку имеется возможность подъезда автомобильным транспортом к
- мемориалу погибшим в Великую Отечественную войну,
- памятнику Артёму,
- Всехсвятскому Скиту Святогорской лавры.

Около села находится археологический памятник Сидоровское городище.

### Объекты социальной сферы
- Дом культуры
- Школа
- 1 магазин

### Экономика
Агрофирма.

## Местная власть
84130, Донецкая область, Краматорский район, г. Святогорск, ул. Владимира Сосюры, 8.